# Ellis County (Kansas)
Ellis County is een county in de Amerikaanse staat Kansas.
De county heeft een landoppervlakte van 2.331 km² en telt 27.507 inwoners (volkstelling 2000). De hoofdplaats is Hays.

## Bevolkingsontwikkeling

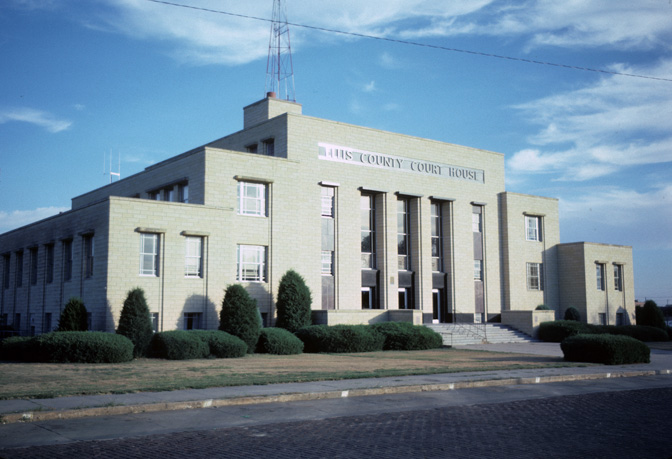
Ellis County Courthouse